# Etnografia
Etnografia – dyscyplina naukowa zajmująca się całościowym opisem i analizą kultur ludowych różnych społeczności i grup etnicznych. Jej zakres obejmuje teorię kultury ludowej, jak i badanie poszczególnych jej dziedzin i wytworów materialnych. W zależności od tradycji naukowej, pod pojęciem etnografia rozumie się wszystkie nauki etnologiczne bądź też jedną z nich.
Będąc jakościową metodą badawczą, etnografia koncentruje się na rozumieniu fenomenów kulturowych, które odzwierciedlają wiedzę na temat systemów rozumienia w życiu grup kulturowych. Metoda ta była pionierska dla społecznokulturowej antropologii, ale znalazła też zastosowanie także na innych polach nauk społecznych, m.in. w socjologii, badaniach nad komunikacją oraz w historii. Zajmuje się studiami nad ludźmi, grupami etnicznymi, formacjami etnicznymi, m.in. ich etnogenezą, kompozycją, zmianami, charakterystyką dobrobytu społecznego, a także ich materialną oraz duchową kulturą. Etnografia znajduje zastosowanie w pozyskiwaniu danych empirycznych na temat ludzkich społeczności oraz kultury. Zbiór danych jest przygotowywany na podstawie obserwacji uczestniczącej, wywiady, kwestionariusze itd. Celem etnografii jest opis przedmiotu studiów, tych którzy stanowią przedmiot badań. Zamiennie są wykorzystywane także takie określenia jak „badania terenowe” (field study) czy „opis przypadku” (case study), które są używane jako synonim etnografii.

## Metody pozyskiwania danych
Celem etnografii jako metody badawczej jest pozyskanie danych, które mówią o znaczeniu społecznym i potocznym rozumieniu, ludzi – informatorów, w ich naturalnym środowisku życia, czyli terenie badawczym etnografa (antropologa, etnologa). Pewnym ideałem były badania prowadzone w sposób, który ogranicza wpływ badacza na obserwowane środowisko, a także umożliwiające stworzenie pogłębionej charakterystyki, a także bardziej pogłębionego portretu informatorów oraz ich środowiska kulturowego, które stanowi przedmiot zainteresowania etnografów. Metody badawcze, które prowadzą do takich wyników, to m.in. obserwacja uczestnicząca, notatki terenowe, wywiad, badania terenowe. Wywiady są zazwyczaj nagrywane, a następnie spisywane, co pozwala na zachowanie całości wywiadu w formie bez zniekształceń, a także umożliwia dostęp do danych potrzebnych w dalszej analizie. Powtórne badania oraz analiza zgromadzonej dokumentacji umożliwia również późniejszy wgląd w zagadnienie. W przeszłości m.in. w badaniach nad pokrewieństwami (wykresy pokrewieństw) była powszechnie używana do odkrywania logicznych wzorców oraz struktur społecznych w niezachodnich społeczeństwach. Jakkolwiek dzisiejsza antropologia skupia się częściej na badaniu społeczności miejskich, a do wykresów nad pokrewieństwami wraca dość rzadko.
Od badacza, którego celem jest pozyskanie neutralnej obserwacji, wymagana jest duża refleksywność. Refleksywność w etnografii stara się odpowiedzieć na pytanie w jaki sposób etnograf wpływa na przedmiot swojego badania, a także na jego opis. Mimo podjętych prób refleksywności tak naprawdę nie jest możliwa całkowita bezstronność badacza, co czasem stanowiło przedmiot krytyki etnografii.
Tradycyjnie etnografowie poszukiwali wiedzy na temat badanej społeczności przez pozyskiwanie informatorów posiadających dużą wiedzę na temat danej wspólnoty, a także takich, którzy byli w stanie dostarczyć etnografowi kolejnych informatorów, jak również przez długotrwałe pobyty badawcze w miejscu będącym przedmiotem zainteresowania badacza. Jest to nadal stosowane w etnografii technika badawcza. Proces ten pozwala na odkrywanie wspólnych kulturowych podobieństw związanych z tematem badania. Etnografia jest bardzo mocno związana także z osobistym doświadczeniem badacza. Kluczem do tego procesu jest raczej partycypacja i uczestnictwo niż sama obserwacja. Należy także stwierdzić, że etnografia jest bardzo skuteczną metodą badań społecznych, która pozwala oprzeć zdobytą wiedzę na danych jakościowych, a nie tylko ilościowych, charakterystycznych bardziej dla socjologii, czy demoskopii, nie tracąc przy tym wartości empirycznej pozyskanych danych. Znajduje zastosowanie w badaniach opinii publicznej oraz badaniach marketingowych.
Za Joanną Tokarską-Bakir można spróbować dokonać rozróżnienia na etnografię nowoczesną oraz etnografię ponowoczesną. Pewnym hasłem etnografii ponowoczesnej są słowa Paula Rabinova mówiące o nieistnieniu etnografii przezroczystych. Nie istnieje zatem możliwość osiągnięcia przez badacza obiektywizmu, ani abstrahowania od jego kontekstu społecznego, kulturowego, a także politycznego. Zdaniem Herzfelda każde badanie etnograficzne posiada w sobie polityczną naturę.
Jednym z prominentnych przedstawicieli współczesnej polskiej etnografii był Jacek Olędzki, a jego projekt tzw. badacza osobnego można uznać za ciekawy wkład w namysł nad metodologią etnograficzną.

## Literatura przedmiotu
- Izydor Kopernicki, O etnografii i etnologii, Kraków 1885.
- A. Kutrzebianka, Rozwój etnografii i etnologii w Polsce, Kraków 1948.
- T. Wróblewski, Wstęp do etnografii, Poznań 1969.
- J. Tokarska-Bakir, Dalsze losy syna marnotrawnego. Projekt etnografii nieprzezroczystej, Konteksty.
- J. Tokarska-Bakir, Hermeneutyka Gadamerowska w etnograficznym badaniu obcości.